# سیوره
سیوره (به لاتین: Sioure) یک منطقهٔ مسکونی در سنگال است که در بخش پودور واقع شده‌است.